# Nudora lineata
Nudora lineata är en rundmaskart som beskrevs av Nathan Augustus Cobb 1920. Nudora lineata ingår i släktet Nudora och familjen Monoposthiidae. Inga underarter finns listade i Catalogue of Life.